# Jodorowsky's Dune
Jodorowsky's Dune is een Frans-Amerikaanse documentaire uit 2013 onder regie van Frank Pavich. De film ging in première op 18 mei op het Filmfestival van Cannes.

## Verhaal
De film vertelt het verhaal van de mislukte poging voor het verfilmen van het sciencefictionboek Duin van Frank Herbert door de Frans-Chileense filmregisseur Alejandro Jodorowsky.

## Prijzen & nominaties (selectie)
| jaar | prijs                        | categorie                          | genomineerde(n)                  | uitslag  |
| ---- | ---------------------------- | ---------------------------------- | -------------------------------- | -------- |
| 2014 | Imagine Filmfestival         | Silver Scream Award                | Frank Pavich                     | Gewonnen |
| 2014 | National Board of Review USA | NBR Award Top Five Documentaries   | NBR Award Top Five Documentaries | Gewonnen |
| 2013 | Austin Fantastic Fest        | Audience Award                     | Frank Pavich                     | Gewonnen |
| 2013 | Austin Fantastic Fest        | Best Documentary                   | Frank Pavich                     | Gewonnen |
| 2013 | Filmfestival van Sitges      | Audience Award Best Motion Picture | Frank Pavich                     | Gewonnen |
| 2013 | Filmfestival van Sitges      | Special Mention                    | Frank Pavich                     | Gewonnen |